# Джованни д’Алеманья
Джованни д’Алеманья (итал. Giovanni d'Alemagna; ок. 1399 — 9 июля 1450, Падуя) — живописец немецкого происхождения раннего Возрождения периода кватроченто венецианской школы.

## Жизнь и творчество
О ранних годах жизни художника ничего не известно. Урождённый Иоганнес Аламанус (Johannes Alamanus; итал. d'Alemagna означает «германец») прибыл в Венецию, где работал со своим зятем Антонио Виварини. Известны также его прозвания: «theothonicus», «todescho», «alamanus», «de Alemanea», косвенно свидетельствующие о его немецком происхождении.
Его первый брак с Магдалиной из Пьяченцы был заключён в Падуе 5 мая 1423 года. Переехав в Венецию, он женился во второй раз на сестре Антонио Виварини, с которой затем сотрудничал над несколькими произведениями, первое из которых — двойной триптих Сан-Джироламо (1441), созданный для церкви Санто-Стефано (ныне хранится в Музее истории искусств в Вене). 1440—1445 годами датирован алтарь «Слепая Святая Аполлония», хранящийся в художественной галерее Академии Каррара в Бергамо.
Между 1430 и 1435 годами Джованни д’Алеманья создал цикл «История Христа», который теперь экспонируется в Ка-д’Оро в Венеции. Далее следуют «Мадонна, восседающая на троне между святыми Амвросием, Августином, Иеронимом и Григорием» (1446), сохранившаяся в Галерее Академии, и «Коронование Девы Марии» в церкви Сан-Панталон (1444), а также расчленённый «Триптих Моисея». В церкви Сан-Джоббе (Св. Иова) Антонио Виварини и Джованни д’Алеманья расписали алтарь с триптихом «Благовещение святых Михаила и Антония», а в церкви Сан-Заккариа они украсили капеллу Аддолората (Cappella dell’Addolorata) картинами, которые сопровождают полиптихи в готическом стиле, созданные Лодовико да Форли.
Джованни д’Алеманья и Антонио Виварини управляли большой живописной мастерской в Венеции, которая специализировалась на создании многоярусных алтарей с множеством живописных панелей в причудливых резных готических рамах, которые они передавали различным мастерам резьбы по дереву.
Джованни и Антонио подписали и датировали триптих, изображающий Мадонну на троне с Младенцем и святыми, для стены недавно расширенного зала Скуолы делла Карита (La Scuola della Carità — «Братства Милосердия»). Ныне часть Галереи Академии. В 1448 году Джованни д’Алеманья ещё работал в мастерской Виварини, которая была перенесена в Падую, в том числе вместе с Андреа Мантенья и Николо Пизоло над украшением капеллы Оветари в церкви Эремитани, но вскоре умер.

## Галерея

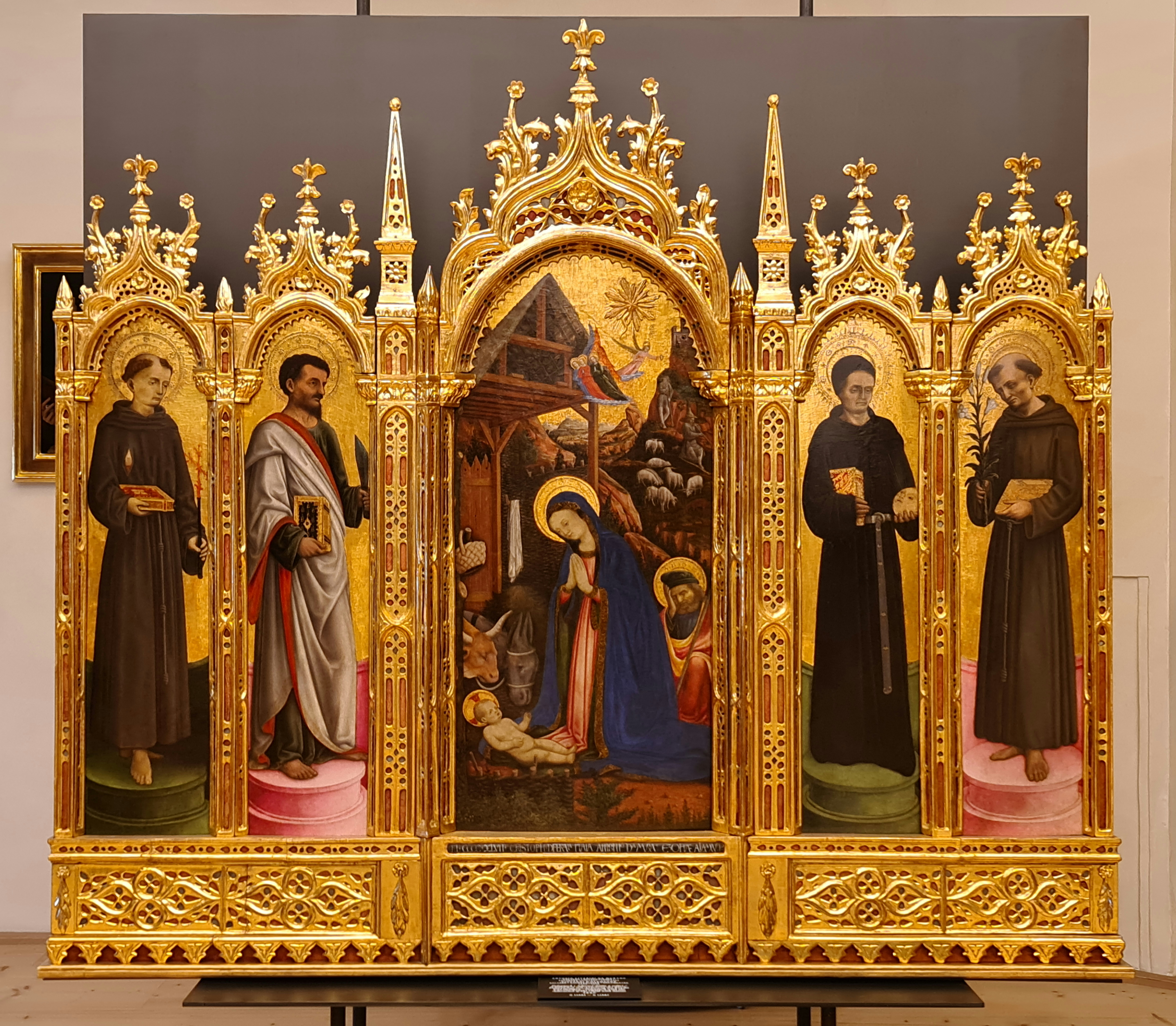
A. Виварини и Дж. д'Алеманья. Полиптих Поклонения Младенцу со святыми. 1447. Дерево, масло. Дворец Шварценбергов, Прага
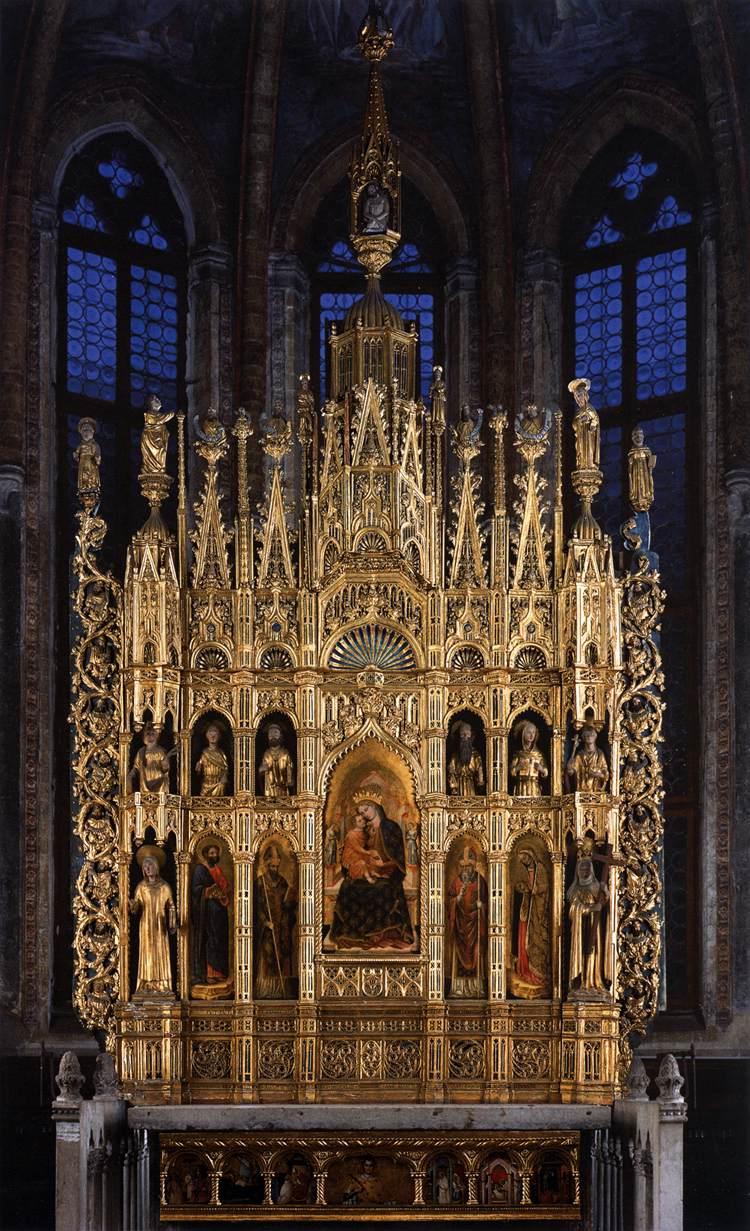
A. Виварини и Дж. д'Алеманья. Полиптих Девы Марии. 1443–1444. Дерево, масло. Церковь Сан-Заккариа, Венеция
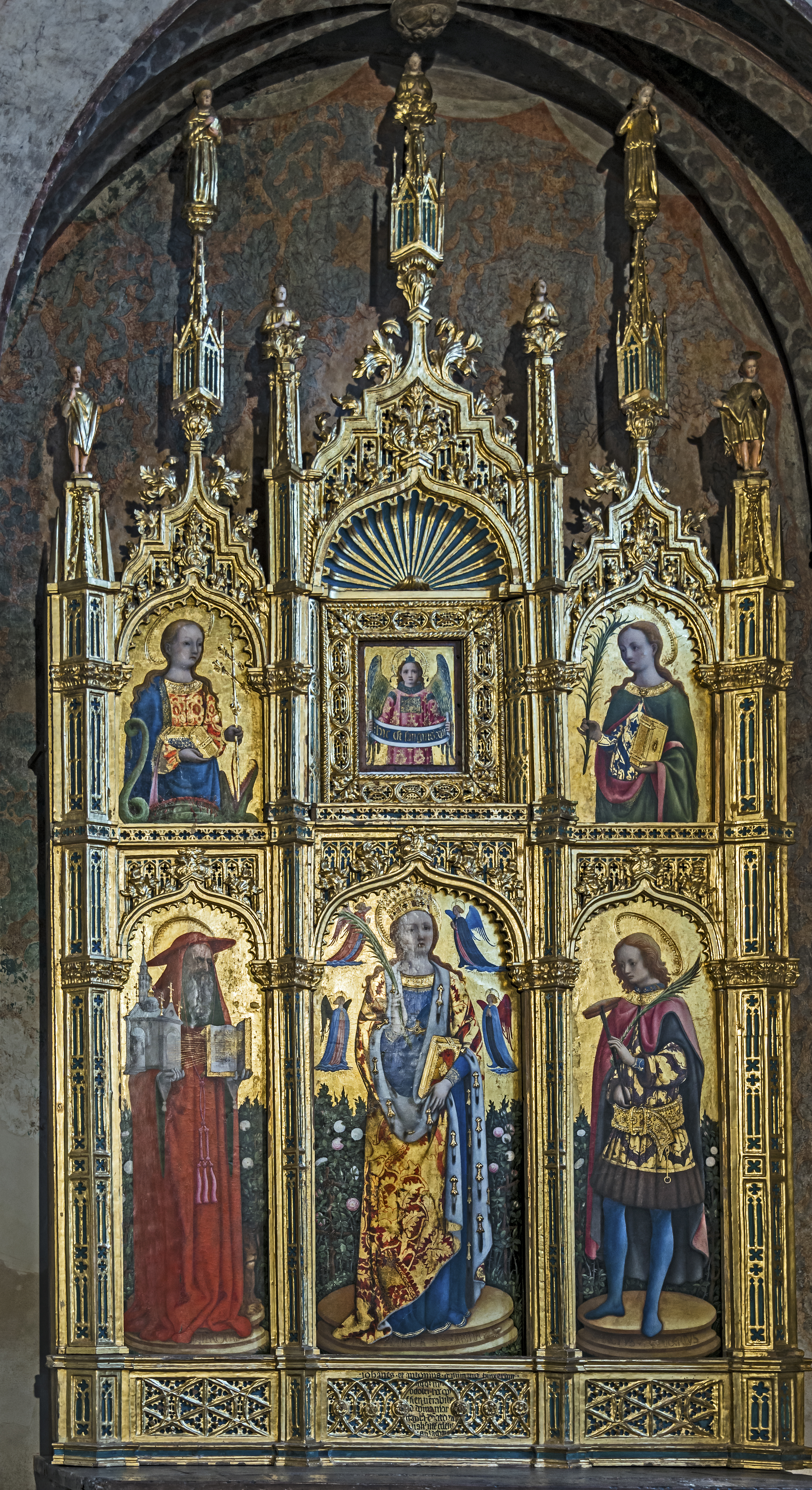
A. Виварини и Дж. д'Алеманья. Полиптих Санта-Сабина. 1443. Дерево, масло. Капелла Сан-Таразио, церковь Сан-Заккариа, Венеция
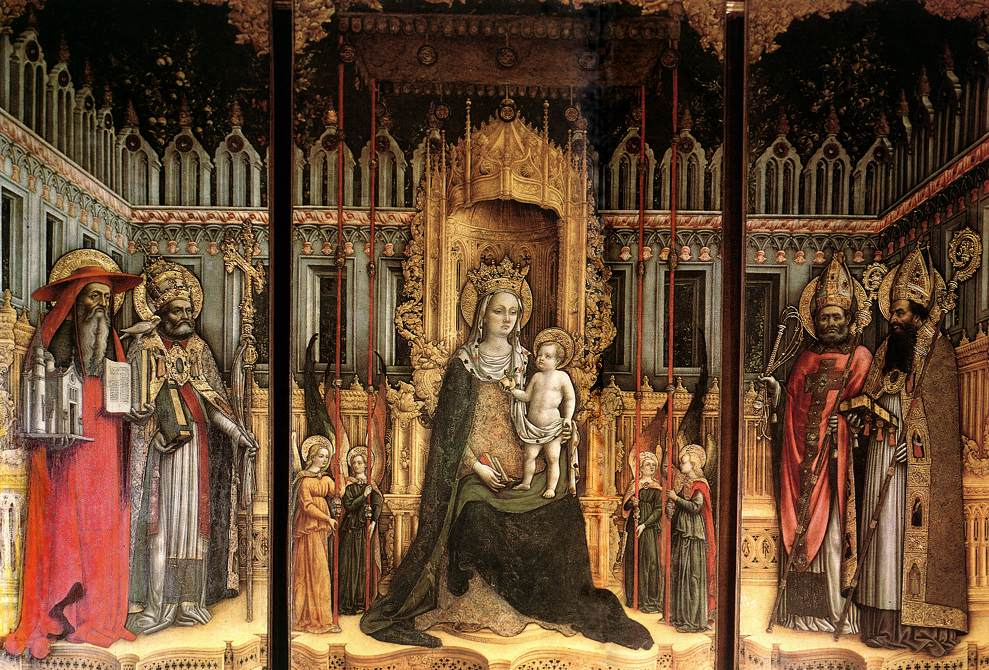
Триптих Академии. Дева Мария с Младенцем на троне между святыми Иеронимом, Григорием, Амвросием и Августином. 1446. Дерево, масло. Галерея Академии, Венеция
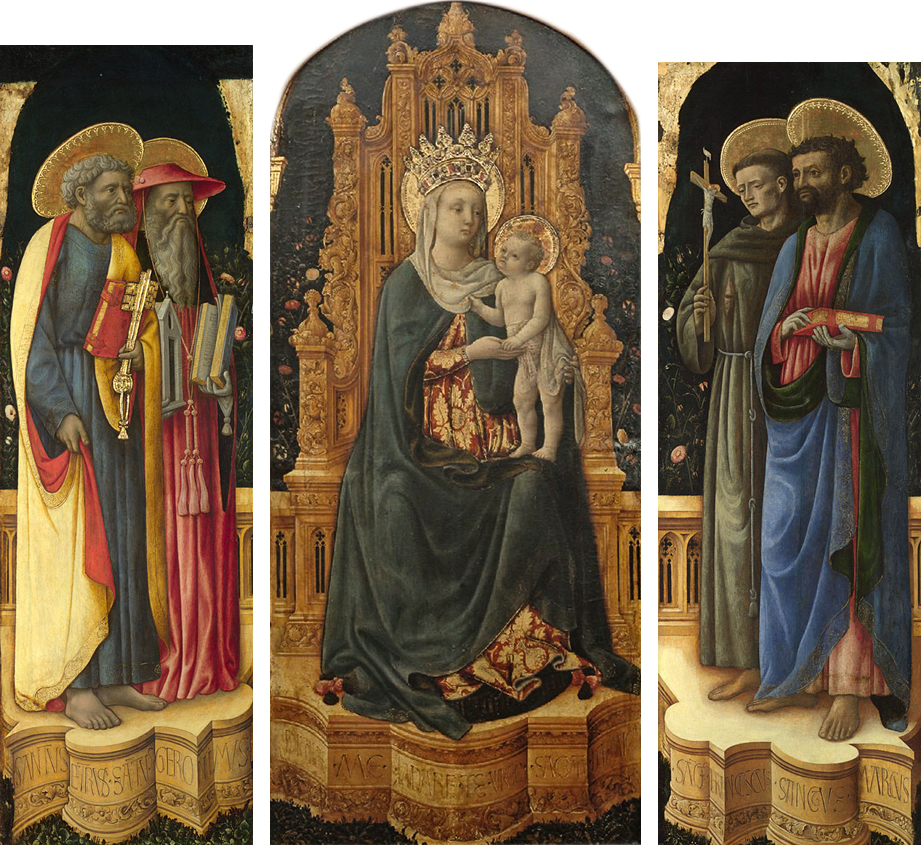
Tриптих Моисея. Между 1440 и 1446. Условная реконструкция разрозненных частей
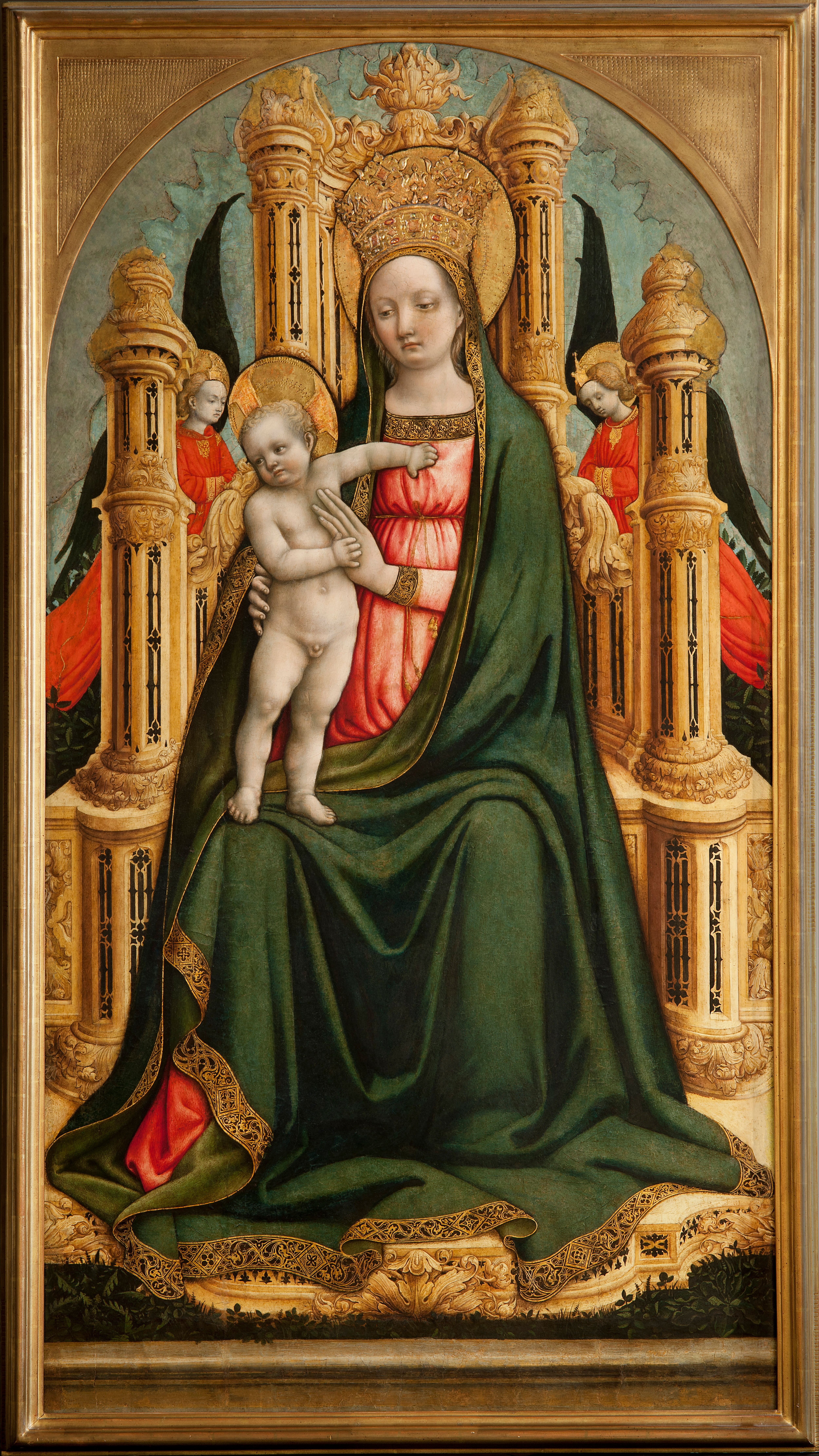
A. Виварини и Дж. д'Алеманья. Мадонна на троне с Младенцем и двумя ангелами. 1449 – 1450. Дерево, масло. Музей Польди-Пеццоли, Милан
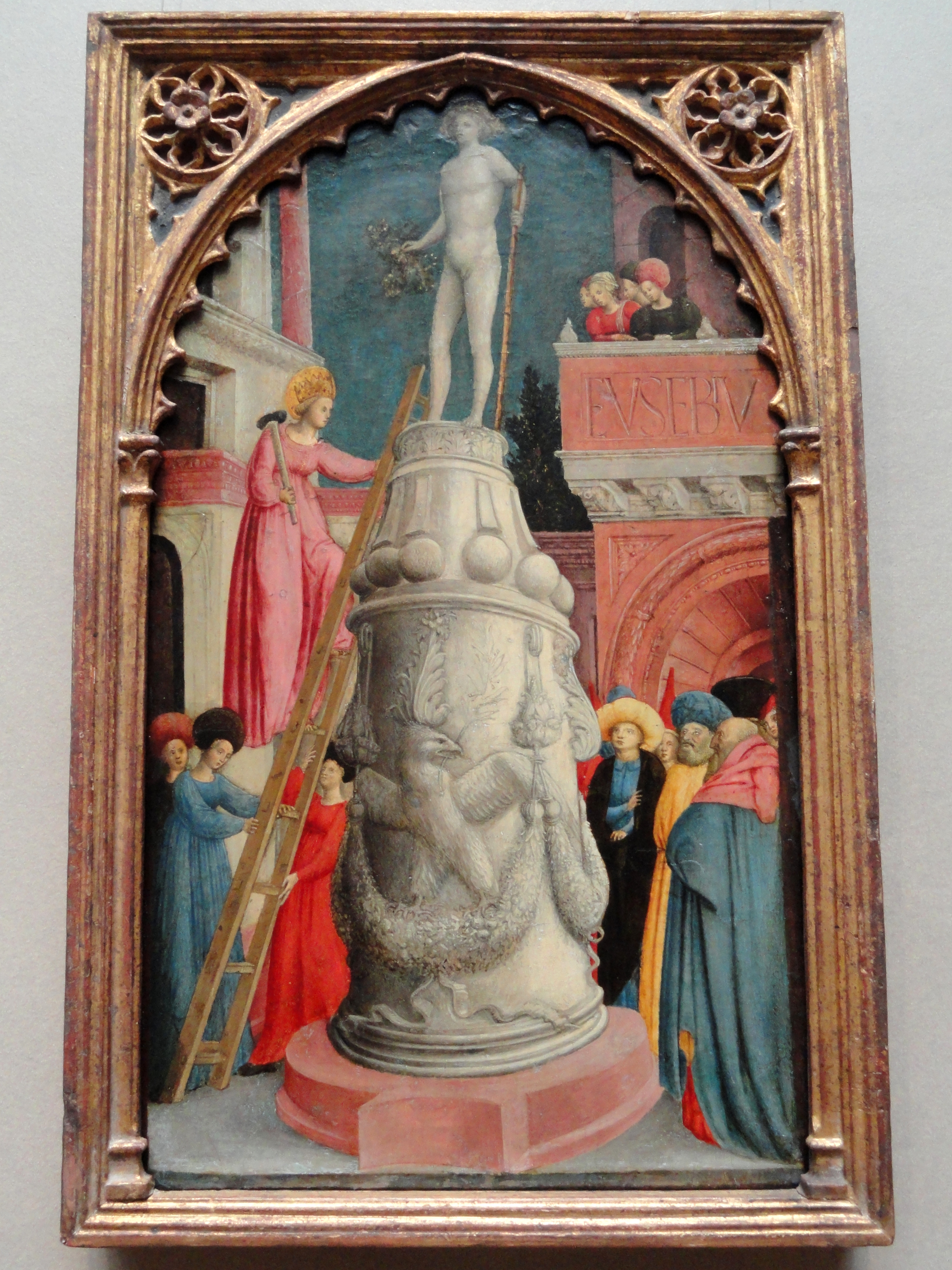
Святая Аполлония разрушает языческий идол. 1440-е. Дерево, темпера. Национальная галерея искусства, Вашингтон